# The Recoil (film 1915)
The Recoil è un cortometraggio muto del 1915. Il nome del regista non viene riportato nei credit del film che, prodotto e distribuito dalla Universal Film Manufacturing Company, aveva come interpreti Ray Gallagher, Edna Maison. Beatrice Van, William Canfield.

## Trama
Come la maggior parte dei nuovi funzionari, Charles Morrison, appena eletto procuratore distrettuale, si premura di fare rispettare ogni legge alla lettera. La nuova legge di stato sugli incontri sportivi gli dà adesso l'opportunità di poterlo dimostrare a tutti. A un incontro di boxe, al quale è presente anche Morrison, Edna Gardner, inviata di The Spotlight, è venuta per illustrare ai lettori del suo giornale lo svolgimento della prima manifestazione di pugilato dilettanti che si tiene dopo l'approvazione di questa legge. Dopo il combattimento, i funzionari della contea riescono però a dimostrare con uno stratagemma che si è trattato in realtà di un incontro tra professionisti, arrestando di conseguenza tutti i partecipanti e il promoter. Tra gli arrestati c'è pure Ray Flannigan, un pugile peso leggero che, con la sua esibizione, aveva suscitato l'ammirazione di Edna. Quando viene rilasciato, Ray e Edna, venuta a intervistarlo, cominciano a frequentarsi, diventando amici. Il giovane pugile, che per vivere fa il barista, viene arrestato una seconda volta quando il procuratore manda i suoi a fare irruzione nel bar dove Ray lavora perché nel locale si vendono i biglietti della lotteria.

Fuori cauzione, Ray incontra sempre più spesso la reporter. Un giorno, passeggiando nel parco cittadino, i due trovano l'annuncio di un torneo di bridge che Claire, la figlia del procuratore, terrà quel pomeriggio a casa Morrison: leggendolo, Ray protesta contro l'ingiustizia di vedere la legge perseguitare senza motivo un poveraccio come lui mentre la figlia di un potente è libera di darsi impunemente al gioco d'azzardo. Edna contatta allora una poliziotta che ha conosciuto per lavoro e con lei organizza un piano per entrare nella residenza del procuratore. Il suo accredito di giornalista le dà accesso alla casa, dove si segna il nome di tutti gli ospiti. Poi, dato un segnale all'agente, questa entra e arresta tutti i presenti. Claire Morrison, arrestata pure lei, viene portata nell'ufficio di suo padre che ora è messo davanti a un'alternativa: o ritirare l'accusa contro Ray o condurre una causa in tribunale contro la propria figlia, accusata di gioco clandestino. Morrison abbozza. Ray, dal canto suo, trova lavoro al giornale e comincia così una nuova vita accanto a Edna.

## Produzione
Il film fu prodotto dalla Universal Film Manufacturing Company.

## Distribuzione
Distribuito dalla Universal Film Manufacturing Company, il film - un cortometraggio in due bobine - uscì nelle sale statunitensi il 4 marzo 1915.